# Équipe du Danemark de football au Championnat d'Europe 1984
L'équipe du Danemark de football participe à sa 2e phase finale de championnat d'Europe lors de l'édition 1984 qui se tient en France du 12 juin 1984 au 27 juin 1984.
Le Danemark se classe 2e du groupe 1 et se qualifie pour les demi-finales. À ce stade, il est éliminé par l'Espagne aux tirs au but.
À titre individuel, Frank Arnesen et Morten Olsen font partie de l'équipe-type du tournoi. Frank Arnesen termine également deuxième meilleur buteur de l'Euro 1984 avec 3 réalisations, soit six de moins que le français Michel Platini.

## Phase qualificative
La phase qualificative est composée de quatre groupes de cinq nations et trois groupes de quatre nations. Les sept vainqueurs de poule se qualifient pour l'Euro 1984 et ils accompagnent la France, qualifiée d'office en tant que pays organisateur. Le Danemark remporte le groupe 3.
| Rang | Équipe     | Pts | J | G | N | P | Bp | Bc | Diff |  | Résultats (▼ dom., ► ext.) |     |     |     |     |     |
| ---- | ---------- | --- | - | - | - | - | -- | -- | ---- |  | -------------------------- | --- | --- | --- | --- | --- |
| 1    | Danemark   | 13  | 8 | 6 | 1 | 1 | 17 | 5  | +12  |  | Danemark                   |     | 2-2 | 1-0 | 3-1 | 6-0 |
| 2    | Angleterre | 12  | 8 | 5 | 2 | 1 | 23 | 3  | +20  |  | Angleterre                 | 0-1 |     | 0-0 | 2-0 | 9-0 |
| 3    | Grèce      | 8   | 8 | 3 | 2 | 3 | 8  | 10 | -2   |  | Grèce                      | 0-2 | 0-3 |     | 2-2 | 1-0 |
| 4    | Hongrie    | 7   | 8 | 3 | 1 | 4 | 18 | 17 | +1   |  | Hongrie                    | 1-0 | 0-3 | 2-3 |     | 6-2 |
| 5    | Luxembourg | 0   | 8 | 0 | 0 | 8 | 5  | 36 | -31  |  | Luxembourg                 | 1-2 | 0-4 | 0-2 | 2-6 |     |

## Phase finale

### Premier tour
| Groupe 1 |             |     |   |   |   |   |    |    |      |
|          | Équipe      | Pts | J | G | N | P | BP | BC | Diff |
| 1        | France      | 6   | 3 | 3 | 0 | 0 | 9  | 2  | +7   |
| 2        | Danemark    | 4   | 3 | 2 | 0 | 1 | 8  | 3  | +5   |
| 3        | Belgique    | 2   | 3 | 1 | 0 | 2 | 4  | 8  | -4   |
| 4        | Yougoslavie | 0   | 3 | 0 | 0 | 3 | 2  | 10 | -8   |

| 12 juin | France   | 1 | 0 | Danemark    |
| 13 juin | Belgique | 2 | 0 | Yougoslavie |
| 16 juin | France   | 5 | 0 | Belgique    |
| 16 juin | Danemark | 5 | 0 | Yougoslavie |
| 19 juin | France   | 3 | 2 | Yougoslavie |
| 19 juin | Danemark | 3 | 2 | Belgique    |

| 12 juin 1984                      | France      | 1 – 0 | Danemark | Parc des Princes, Paris                      |                                              |
| 20:30 · Historique des rencontres | Platini 78e |       |          | Spectateurs : 47 570 Arbitrage : Volker Roth | Spectateurs : 47 570 Arbitrage : Volker Roth |
| 20:30 · Historique des rencontres | Rapport     |       |          | Spectateurs : 47 570 Arbitrage : Volker Roth | Spectateurs : 47 570 Arbitrage : Volker Roth |

| 16 juin 1984                      | Danemark                                                                  | 5 – 0 | Yougoslavie | Stade de Gerland, Lyon                                 |                                                        |
| 20:30 · Historique des rencontres | Arnesen 8e 69e (pen.) · Berggreen 16e · Elkjær Larsen 82e · Lauridsen 84e |       |             | Spectateurs : 34 745 Arbitrage : Augusto Lamo Castillo | Spectateurs : 34 745 Arbitrage : Augusto Lamo Castillo |
| 20:30 · Historique des rencontres | Rapport                                                                   |       |             | Spectateurs : 34 745 Arbitrage : Augusto Lamo Castillo | Spectateurs : 34 745 Arbitrage : Augusto Lamo Castillo |

| 19 juin 1984                      | Danemark                                            | 3 – 2 | Belgique                        | Stade de la Meinau, Strasbourg                |                                               |
| 20:30 · Historique des rencontres | Arnesen 41e (pen.) · Larsen 60e · Elkjær Larsen 84e |       | Ceulemans 26e · Vercauteren 39e | Spectateurs : 36 911 Arbitrage : Adolf Prokop | Spectateurs : 36 911 Arbitrage : Adolf Prokop |
| 20:30 · Historique des rencontres | Rapport                                             |       |                                 | Spectateurs : 36 911 Arbitrage : Adolf Prokop | Spectateurs : 36 911 Arbitrage : Adolf Prokop |

### Demi-finale
| Sélectionneur : |
| M. Muñoz        |

| Sélectionneur : |
| S.Piontek       |

| Sélectionneur : |
| M. Muñoz        |

| Sélectionneur : |
| S.Piontek       |

## Effectif
Sélectionneur : Sepp Piontek
| No. | Pos.      | Joueur              | Date de naissance et âge | Sélec. | Club                 |
| --- | --------- | ------------------- | ------------------------ | ------ | -------------------- |
| 1   | Gardien   | Ole Kjær            | 16 août 1954             | 26     | Esbjerg fB           |
| 2   | Défenseur | Ole Rasmussen       | 19 mars 1952             | 38     | Hertha Berlin        |
| 3   | Défenseur | Søren Busk          | 10 avril 1953            | 29     | KAA La Gantoise      |
| 4   | Défenseur | Morten Olsen        | 14 août 1949             | 62     | Anderlecht           |
| 5   | Défenseur | Ivan Nielsen        | 9 octobre 1956           | 16     | Feyenoord Rotterdam  |
| 6   | Milieu    | Søren Lerby         | 1er février 1958         | 37     | Bayern de Munich     |
| 7   | Milieu    | Jens Jørn Bertelsen | 15 février 1952          | 44     | RFC Sérésien         |
| 8   | Milieu    | Jesper Olsen        | 20 mars 1961             | 16     | Ajax Amsterdam       |
| 9   | Milieu    | Allan Simonsen      | 15 décembre 1952         | 46     | Vejle BK             |
| 10  | Attaquant | Preben Elkjær       | 11 septembre 1957        | 38     | KSC Lokeren          |
| 11  | Attaquant | Klaus Berggreen     | 3 février 1958           | 14     | Calcio Pise          |
| 12  | Milieu    | Jan Mølby           | 4 juillet 1963           | 8      | Ajax Amsterdam       |
| 13  | Milieu    | John Lauridsen      | 2 avril 1959             | 15     | Espanyol Barcelone   |
| 14  | Attaquant | Michael Laudrup     | 15 juin 1964             | 13     | Lazio de Rome        |
| 15  | Milieu    | Frank Arnesen       | 30 septembre 1956        | 31     | Anderlecht           |
| 16  | Gardien   | Troels Rasmussen    | 7 avril 1961             | 7      | AGF Århus            |
| 17  | Attaquant | Steen Thychosen     | 22 septembre 1958        | 1      | Vejle BK             |
| 18  | Défenseur | John Sivebæk        | 25 octobre 1961          | 20     | Vejle BK             |
| 19  | Attaquant | Kenneth Brylle      | 22 mai 1959              | 8      | Anderlecht           |
| 20  | Gardien   | Ole Qvist           | 25 février 1950          | 25     | Kjøbenhavns Boldklub |

## Navigation